# Krakatau (hudební skupina)
Krakatau je indonéska hudební skupina. Byla založená v roce 1985 v Bandungu.
Svůj mezinárodní debut měli na festivalu Yamaha Band Explosion v Tokiu a jejich první album vyšlo v roce 1986.
Během své existence skupina prodělala různé změny v sestavě. Původní sestava kapely byla následující: Pra Budidharma – basa, Donny Soehendra – kytara, Dwiki Dharmawan – klavír, Budhy Haryono – bicí. Později se ke skupině připojil Indra Lesman jako jazzový klávesista a Gilang Ramadhan nahradil bubeníka Budhyho Haryona. Zpěvačkou skupiny se stala Trie Utami.
Ve svých dílech kombinují prvky různých hudebních stylů. Po jazzovém festivalu v Jakartě v roce 1993 prošla skupina žánrovou změnou. Místo pop-jazzu začala hrát tradiční indonéskou hudbu z oblasti západní Jávy.
Jejich novější sestava je následující: Dwiki Dharmawan, Pra Budi Dharma, Nya Ina Raseuki (Ubiet), Ade Rudiana, Yoyon Dharsono, Zainal Arifin, Gerry Herb.
Vystupovali v Indonésii, Malajsii, Japonsku a Číně a vydali osm alb, z nichž se prodaly stovky tisíc kopií.
Mezi nejpopulárnější písně skupiny patří: La Samba Primadona, Kau Datang, Gemilang, Sekitar Kita.

## Diskografie
- 1986: Krakatau (První album)
- 1987: Krakatau (Druhé album)
- 1989: Kau Datang (singl)
- 1990: Kembali Satu
- 1992: Let There Be Life
- 1994: Mystical Mist
- 2000: Magical Match
- 2005: Rhythm of Reformation
- 2006: 2 Worlds